# Taylor Schilling
Taylor Schilling (* 27. července 1984, Boston, Massachusetts, Spojené státy americké) je americká herečka. Nejvíce se proslavila rolí Piper Chapman v Netflix originálním seriálu Holky za mřížemi, za kterou získala cenu Satellite Award v kategorii Nejlepší herečka - muzikál a komedie a byla nominována na Zlatý glóbus v kategorii Nejlepší herečka - drama a na cenu Emmy v kategorii Nejlepší herečka - komedie v roce 2014. V roce 2007 zažila filmový debut s drama filmem Temná hmota, ve kterém hrála Meryl Streep. Také se objevila v lékařském dramatu stanice NBC Nemocenice Mercy (2009–2010), ve filmu Argo (2012) a jako Beth Green ve filmu Talisman (2012).

## Osobní život
Taylor se narodila v Bostonu v Massachusetts. Je dcerou Patricie a Roberta J. Schillinga. Vyrostla ve West Roxbury a Waylandu, zatímco se její rodiče rozváděli. Hrát začala na střední škole, kde se objevila se v divadelní produkci Šumař na střeše.
Po odmaturování na střední škole ve Waylandu v roce 2012 navštěvovala univerzitu Fordham, kde v roce 2006 získal titul v umění. Poté nastoupila na univerzitu v New Yorku, kde chtěla pokračovat ve studiích herectvích, ale ve druhé ročníku odešla. Zatímco se snažila prosadit jako herečka, pracovala jako chůva na Manhattanu.

## Kariéra
Filmovým debutem Taylor je role v nezávislém filmu Temná hmota v roce 2007. V roce 2009 získala roli v NBC lékařském dramatu Mercy jako sestra Veronica Flanagan Callahan. V roce 2011 se objevila ve filmu Atlasova vzpoura: 1. část.
V roce 2012 se objevila v romantickém filmu po boku Zaca Efrona Talisman. Od roku 2013 se objevuje jako Piper Chapman v originálním seriálu Netflixu Holky za mřížemi. Seriál měl premiéru 11. července 2013. Za roli v seriálu obdržela nominace na Zlatý Glóbus a Cenu Emmy roce 2014.

## Filmografie

### Film
| Rok  | Název                     | Role                 |
| ---- | ------------------------- | -------------------- |
| 2007 | Temná hmota               | Jackie               |
| 2011 | Atlasova vzpoura: 1. část | Dagny Taggart        |
| 2012 | Talisman                  | Beth Green           |
| 2012 | Argo                      | Christine Mendez     |
| 2013 | Stay                      | Abbey                |
| 2015 | The Overnight             | Emily                |
| 2017 | Take Me                   | Anna St. Blair       |
| 2018 | The Public                | Angela               |
| 2018 | The Titan                 | dr. Abigail Janessen |
| 2018 | Family                    | Kate Stone           |
| 2019 | Potomek                   | Sarah Blume          |
| 2019 | Phil                      | Samantha Ford        |

### Televize
| Rok           | Název            | Role                       | Poznámky              |
| ------------- | ---------------- | -------------------------- | --------------------- |
| 2009–2010     | Nemocnice Mercy  | Veronica Flanagan Callahan | 22 dílů               |
| 2013–2019     | Holky za mřížemi | Piper Chapman              | 90 dílů               |
| 2016          | Drunk History    | Emily Warren Roebling      | díl: „Landmarks“      |
| 2020          | Monsterland      | Kate Feldman               | díl: „Plainfield, IL“ |
| 2021          | The Bite         | Lily Leithauser            | 6 dílů                |
| 2022          | Pam & Tommy      | Erica Gauthier             | minisérie, 5 dílů     |
| bude oznámeno | Dear Edward      | Teta Lacey                 | hlavní role           |